# Nonne

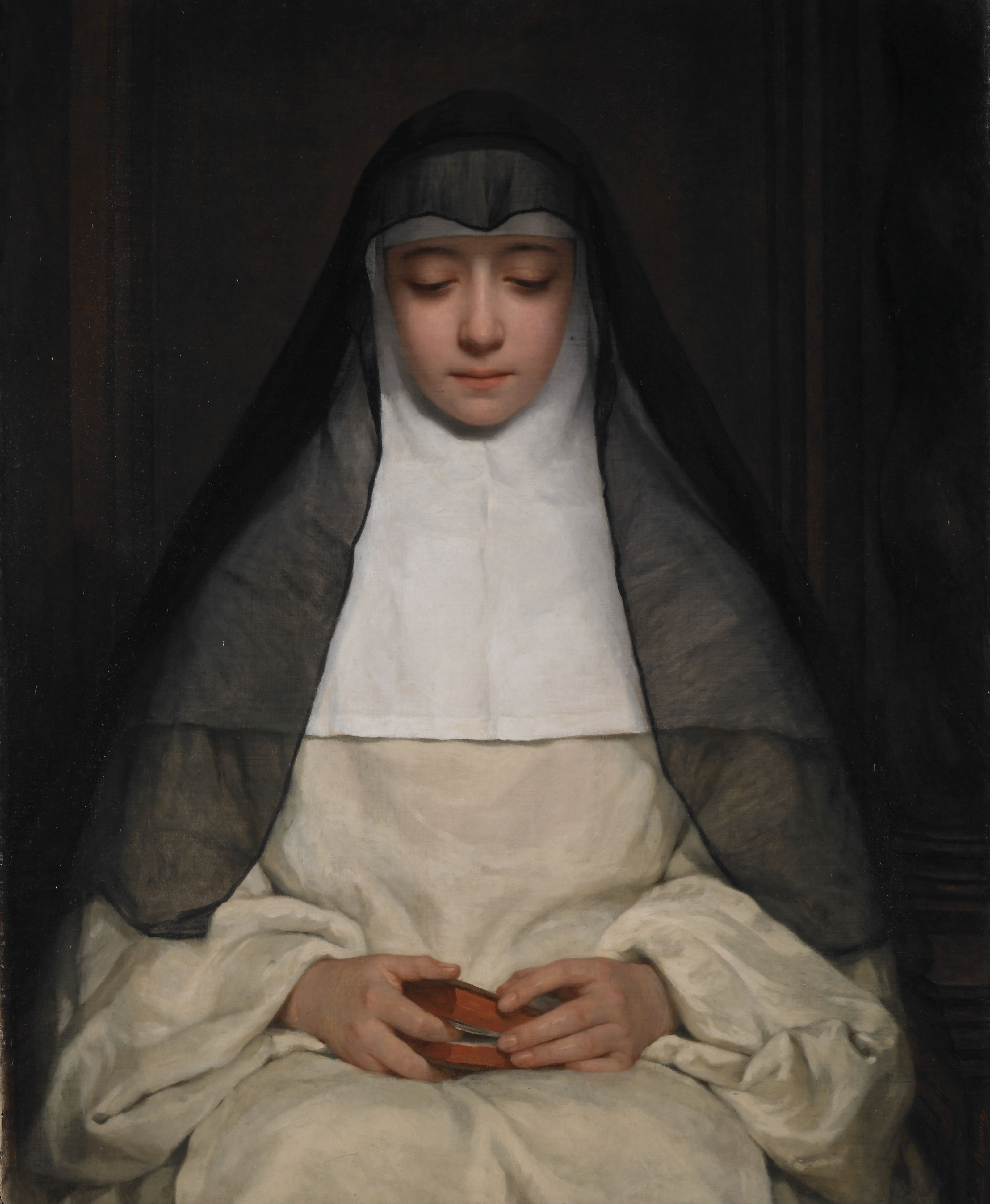
La Religieuse (Henriette Browne, 1859)

Als Nonne bezeichnet man ein weibliches Mitglied (eine Ordensfrau, als weibliches Mitglied klösterlicher Genossenschaft auch Klosterfrau genannt) mancher christlicher Ordensgemeinschaften sowie eines buddhistischer Orden.

## Wortherkunft
Die wohl als kindliche Lallwörter entstandenen Wörter nonnus und nonna bezeichneten im nachklassischen Latein Personen von ehrwürdigem Alter. So war spätlateinisch nonna ein Ausdruck für „ehrwürdige Mutter“ (vgl. italienisch nonna „Großmutter“, nonno „Großvater“). Bei Hieronymus im 5. Jahrhundert ist es als Anrede der Klosterfrau bezeugt. Als Lehnwort im 9. Jahrhundert mit dem Klosterwesen ins Deutsche gekommen (althochdeutsch nunna, mittelhochdeutsch nunne) wurde das Wort Nonne hier auf Ordensangehörige beschränkt.

## Christentum

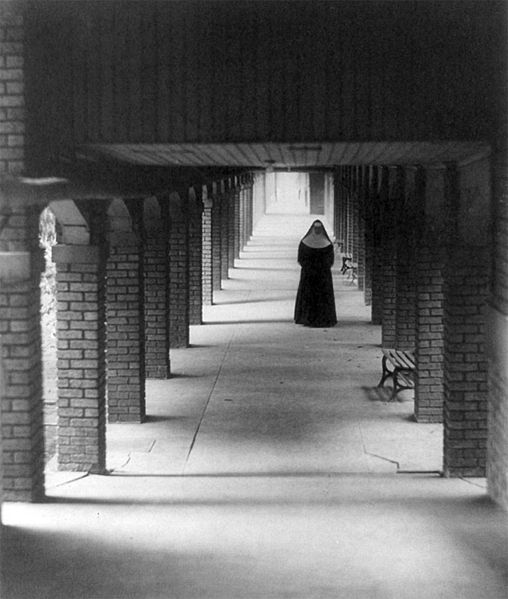
Nonne im Kreuzgang eines Klosters, Photographie von Doris Ulmann, 1930

Das Wappen von Jagstzell zeigt eine Nonne zwischen Tor und Kirche einer Klosteranlage.

Eine Nonne ist ein weibliches Mitglied eines kontemplativen Ordens in der römisch-katholischen, orthodoxen oder anglikanischen Kirche. Die Nonne weiht ihr Leben Gott und dem Dienst an den Menschen durch das beständige Gebet, vor allem das Stundengebet, das die Nonnen im Auftrag der Kirche feierlich im Chorraum der Kirche vollziehen. Nonnen sind durch feierliche Gelübde an Gott, die Kirche und ihre Gemeinschaft gebunden und dabei einer Äbtissin oder Priorin unterstellt.
Die Bezeichnungen Ordensschwester und Nonne werden oft als Synonyme verwendet, sind aber trotz der gleichen Anrede „Schwester“ nicht bedeutungsgleich. Nonnen sind nach kanonischem Verständnis nur die in päpstlicher Klausur lebenden Schwestern monastischer Orden. Solche Orden, deren weibliche Angehörige in päpstlicher Klausur leben, sind zum Beispiel die Kartäuserinnen, die Klarissen (Klarissen-Kapuzinerinnen und Colettinnen), die Karmelitinnen, die Kamaldulenserinnen, die Redemptoristinnen und die Orden der benediktinischen Ordensfamilie, wie etwa die Trappistinnen. Die männliche Entsprechung zur Nonne ist der Mönch. 
In seiner apostolischen Konstitution Sponsa Christi führte Papst Pius XII. die Wesenszüge des gottgeweihten jungfräulichen Lebens, die mystische Anverlobung an Christus und die entsprechenden Grundlagen des kanonischen Rechts wie auch die Regularien aus, auf denen das Leben der Nonnen beruht. Diese Regularien wurden von Papst Franziskus 2016 und 2018 in den Dokumenten Vultum Dei quaerere und Cor orans erweitert.
Die früher in manchen kontemplativen Orden bestehende weitere Unterscheidung zwischen Chorschwestern – diese widmenden sich den liturgischen Diensten, besonders dem Stundengebet (Chorgebet), und bildeten das Kapitel, d. h. die Versammlung der stimmberechtigten Mitglieder des Klosters – und den mit den praktisch-hauswirtschaftlichen Arbeiten betrauten, nicht stimmberechtigten Laienschwestern wurde hingegen bereits durch das Dekret über die zeitgemäße Erneuerung des Ordenslebens Perfectae caritatis in Folge der Reformen des Zweiten Vatikanischen Konzils zugunsten eines „einzigen Standes von Schwestern“ aufgehoben.

## Buddhismus
Als Nonne wird im Buddhismus ein weibliches Mitglied eines Ordens bezeichnet. Generell ist damit die vollordinierte Bhikkhuni gemeint, wie sie im Mahayana und in Teilen des Theravada existiert. Auch Novizinnen (Samaneri), bzw. Sikkhamānā, die sich in der abschließenden zweijährigen Trainingperiode befinden, werden als „buddhistische Nonne“ bezeichnet. Da es in den tibetischen Linien (Vajrayana) derzeit noch keine gültige Nonnenordination (Gelongma) gibt, haben Nonnen, die als Gelongma bezeichnet werden, ihre Vollordination in anderen Mahayana-Linien genommen (Taiwan, Vietnam, Korea).
Gebräuchlich, aber nicht zutreffend, ist die Bezeichnung „Nonne“ für Mae Chi und andere in Weiß gekleidete und in Gemeinschaften lebende Frauen, die sechs, acht oder zehn Regeln folgen. Sie sind eher mit frommen Laien (Upasika) vergleichbar, haben aber ein deutlich niedrigeres Ansehen als Laien, die volle Bürgerrechte genießen.
Eine besondere Form sind die Siladhara (Zehn-Gelübde-Nonnen), die 1983 von Ajahn Sumedho mit Erlaubnis der Ordensoberen in der thailändischen Waldtradition im westlichen Zweig der Tradition eingeführt wurde. Aus westlicher Sicht konnten dadurch Frauen die volle Ausbildung zur Nonne (Siladhara) erhalten, ohne das thailändische Dogma, dass es keine Nonnen (Bhikkhuni) geben könne, zu verletzen; aus thailändischer Sicht war „das Schlimmste“ verhindert.